# Червоїд світлобровий
Червоїд світлобровий (Leiothlypis peregrina) — невеликий співочий птах родини піснярових, поширений у Північній та на півночі Південної Америки, куди він мігрує на зимівлю.

## Систематика
Українська родова назва червоїд походить від латинського Vermivora, до якого поряд з кількома іншими видами відносили цю пташку. Однак у 2008 році голландський орнітолог Георг Санґстер запропонував новий рід Leiothlypis, який спершу не був підтриманий Американським орнітологічним товариством, але вже в 2019 цей рід було наведено в Контрольному списку птахів Північної Америки.

## Опис
Червоїд світлобровий з тілом у середньому 11,5 см у довжину, з розмахом крил до 19,7 см і вагою близько 10 г є типового розміру серед інших піснярів. Самець у час розмноження має оливково-зелені спину, плечі і покривні пера крил. Махові пера чорно-бурі. У нього темно-сірі шия, тім'я і очні смужки. Низ світло-сірий. Самиця нагадує кольором самця, з тим що кольори значно тьмяніші, а сіруватий низ має більш зеленкуватий відтінок. Крила у червоїда довгі, хвіст короткий, а дзьоб — тонкий і загострений. Молодь подібна на самиць. Досить виразні білі брови/півкола очей відрізняють цього червоїда від ряду подібних видів.

## Екологія і поведінка
У раціоні червоїда світлобрового переважають комахи, специфічно кілька видів ялинових і соснових шкідників з родини листовійок, настільки що в їхніх популяціях трапляються багаторічні взаємозалежні флюктуації чисельності. Він також охоче п'є нектар квітів, їсть фрукти і ягоди та деяке насіння.
Під час гніздування червоїди тримаються парами, а опісля — формують змішані зграї. Люблять хвойні ліси, мішані хвойно-листяні, а також заростаючі вирубки, у північних районах — верхові болота з деревами.